# Tärna landskommun, Lappland
För landskommunen med detta namn i Uppland, se Tärna landskommun, Uppland.
Tärna landskommun var en tidigare kommun i Västerbottens län. Centralort var Tärnaby och kommunkod 1952-1970 var 2423.

## Administrativ historik
Den dåvarande kapellförsamlingen Tärna bildade en egen kommun, Tärna landskommun, den 1 maj 1903, genom en utbrytning ur Stensele landskommun. Kommunreformen 1952 påverkade inte indelningarna i området, då varken Västerbottens eller Norrbottens län berördes av reformen.
Den 1 januari 1971 återförenades kommunen med Stensele, då de båda dåvarande landskommunerna tillsammans kom att bilda den nya kommunen Storuman.

### Kyrklig tillhörighet
I kyrkligt hänseende tillhörde kommunen Tärna församling.

## Kommunvapen
Tärna landskommun förde inte något vapen.

## Geografi
Tärna landskommun omfattade den 1 januari 1952 en areal av 3 845,50 km², varav 3 474,80 km² land.

### Tätorter i kommunen 1960
I Tärna kommun fanns tätorten Tärnaby, som hade 392 invånare den 1 november 1960. Tätortsgraden i kommunen var då 18,7 procent.

## Politik

### Mandatfördelning i valen 1938-1966
| 9 | 6 | 5 |

| 20 |

| 11 | 9 |

| 20 |

| 10 | 7 | 3 |

| 20 |

| 7 | 10 | 3 |

| 19 |

| 8 | 12 |

| 19 |

| 7 | 1 | 7 | 5 |

| 18 |

| 9 | 9 | 2 |

| 19 |

| 7 | 8 | 1 | 3 | 1 |

| 19 |